# Llista dels Ciutadans
 Llista dels Ciutadans (en luxemburguès: Biergerlëscht; en francès: Liste des citoyens) és un partit polític de Luxemburg.
Va ser fundat en el període previ a les eleccions a la Cambra de Diputats de Luxemburg i eleccions europees de 2009. Es va presentar en dues circumscripcions: la del Sud, encapçalada per Aly Jaerling, membre independent de la Cambra de Diputats; i la del Nord, representada per Jean Ersfeld, ex líder del Partit Lliure de Luxemburg.
El partit es presentà per un augment dels drets de pensió, com a continuació d'ex membres del Partit Reformista d'Alternativa Democràtica, la justícia social; i l'oposició antisistema als principals partits polítics.